# Öresjön (Torestorps socken, Västergötland)
Öresjön är en sjö i Marks kommun i Västergötland och ingår i Viskans huvudavrinningsområde. Sjön har en area på 0,0492 kvadratkilometer och ligger 130,3 meter över havet.

## Delavrinningsområde
Öresjön ingår i det delavrinningsområde (636659-131199) som SMHI kallar för Inloppet i Tolken. Medelhöjden är 105 meter över havet och ytan är 7,38 kvadratkilometer. Räknas de 7 avrinningsområdena uppströms in blir den ackumulerade arean 205,04 kvadratkilometer. Slottsån (Torestorpsån) som avvattnar avrinningsområdet har biflödesordning 2, vilket innebär att vattnet flödar genom totalt 2 vattendrag innan det når havet efter 62 kilometer. Avrinningsområdet består mestadels av skog (49 %), öppen mark (10 %) och jordbruk (22 %). Avrinningsområdet har 0,13 kvadratkilometer vattenytor vilket ger det en sjöprocent på 1,7 %. Bebyggelsen i området täcker en yta av 0,73 kvadratkilometer eller 10 % av avrinningsområdet.